# دوغلاس فيرغسون
دوغلاس فيرغسون (بالإنجليزية: Douglas Ferguson)‏ هو مصمم أزياء أمريكي، ولد في 7 سبتمبر 1951 في الولايات المتحدة.

## وصلات خارجية
- الموقع الرسمي